# Shivani Rajashekar
Shivani Rajashekar (Tamil ஷிவானி ராஜசேகர்; * 1. Juli 1996 in Chennai) ist eine indische Schauspielerin.

## Leben und Karriere
Shivani wurde am 1. Juli 1996 in Chennai geboren. Sie wuchs in Hyderabad auf. Ihr Debüt gab sie 2021 in dem Film Adbhutham. 2022 sollte sie bei der Wahl zur Femina Miss India vertreten, zog sich jedoch aus medizinischen Gründen zurück. Außerdem war sie 2023 in dem Film Jilebi zu sehen. Im selben Jahr trat sie in Kota Bommali PS auf. Anschließend spielte Rajashekar in der Serie Aha Naa Pellanta mit. 2024 wurde sie für den Film Vidya Vasula Aham gecastet.

## Filmografie
- 2021: Pelli SandaD
- 2021: Adbhutham
- 2021: WWW
- 2022: Anbarivu
- 2022: Shekar
- 2023: Jilebi
- 2023: Kota Bommali PS
- 2023: Aha Naa Pellanta (Fernsehserie)
- 2024: Vidya Vasula Aham